# Vicky Bullett
Vicky Bullett, född den 4 oktober 1967 och uppväxt i Martinsburg, West Virginia, är en amerikansk basketspelare som tog tog OS-guld 1988 i Seoul. Detta var USA:s andra OS-guld i dambasket i rad. Bullet var även med fyra år senare i Barcelona och tog OS-brons 1992.

## Klubbhistorik
- 1997–1999: Charlotte Sting
- 2000–2002: Washington Mystics